# Pavel Panov
Pavel Panov   (Sofia, 16 de setembre de 1950 - Sofia, 18 de febrer de 2018) fou un futbolista búlgar de la dècada de 1970.
Fou 44 cops internacional amb la selecció búlgara amb la qual participà en la Copa del Món de Futbol de 1974.
Pel que fa a clubs, defensà els colors de Septemvri Sofia, Spartak Sofia, Levski Sofia i Aris FC.